# 瓦吉德区
瓦吉德區是索馬利亞的一個區，位於該國東南方的巴科勒州，首府為瓦吉德。

## 外部鏈結
- Districts of Somalia （页面存档备份，存于）
- 瓦吉德區行政區域圖 （页面存档备份，存于）